# Matsumuraja intermedia
Matsumuraja intermedia är en insektsart. Matsumuraja intermedia ingår i släktet Matsumuraja och familjen långrörsbladlöss. Inga underarter finns listade i Catalogue of Life.